# Ceumpeudak (Paya Bakong)
Ceumpeudak is een bestuurslaag in het regentschap Aceh Utara van de provincie Atjeh, Indonesië. Ceumpeudak telt 346 inwoners (volkstelling 2010).